# 博洛特内河
博洛特内河（俄語：Река Болотный）是滨海边疆区卡瓦列羅沃區的河流，长11公里，在距河口3公里处注入多罗日纳亚河。由西南向东北流，中游有河谷沼泽，云杉、桦树、冷杉和雪松充斥在流域中。支流有深红河、波罗别河、阔叶河和基础河。

## 引用
1. ↑  А·П·穆拉诺夫. . 列宁格勒: 气象出版社. 1966 （俄语）.
2. ↑  . 列宁格勒: 气象出版社 （俄语）.
3. ↑  Т·А·基谢尔科瓦娅. . 列宁格勒: 气象出版社. 1977 （俄语）.